# Mantidactylus lugubris
Mantidactylus lugubris es una especie de anfibios de la familia Mantellidae. Es endémica de Madagascar.
Su hábitat natural incluye bosques bajos y secos, montanos, sabanas secas, praderas tropicales o subtropicales a gran altitud, ríos y zonas previamente boscosas ahora muy degradadas.